# Alajuela
Alajuela város Costa Ricában, San José központjától kb. 20–22 km-re ÉNy-ra, annak egyik elővárosa. Az azonos nevű tartomány székhelye. Az ország második legnagyobb városa, lakossága 123 ezer fő volt 2012-ben.
A város az Alajuela és Ciruelas folyók között fekszik 950 méter körüli magasságban. Hátterében a Barba- és a Poás-vulkánok állnak. A város mellett, délre fekszik az ország fő nemzetközi repülőtere, a Juan Santamaría.
A spanyol építési szokásoknak megfelelően a központot itt is a díszfákkal beültetett négyszögű tér, a Parque Central alkotja. Itt állították fel az alajuelai születésű neves történész, León Fernández szobrát.
A város nevezetessége a katedrális, továbbá a keleti részén épült La Agonía-templom, amely építészetileg is tetszetős, de főként freskóiról nevezetes.

## Fordítás
- Ez a szócikk részben vagy egészben  az   Alajuela című angol Wikipédia-szócikk fordításán alapul.  Az eredeti cikk szerkesztőit annak laptörténete sorolja fel. Ez a jelzés csupán a megfogalmazás eredetét és a szerzői jogokat jelzi, nem szolgál a cikkben szereplő információk forrásmegjelöléseként.